# Акаризи-Ла Рота (Равена)
Акаризи-Ла Рота (итал. Accarisi-La Rotta) је насеље у Италији у округу Равена, региону Емилија-Ромања.
Према процени из 2011. у насељу је живело 86 становника. Насеље се налази на надморској висини од 13 м.